# 李国 (1960年)
李国（1960年3月—），男，汉族，辽宁新民人，中华人民共和国政治人物，曾任中华人民共和国海关总署副署长、党委委员。